# QuetzSat-1
QuetzSat-1 ist ein kommerzieller Kommunikationssatellit, der von einer Tochtergesellschaft der EchoStar Corporation betrieben wird und der mexikanischen QuetzSat gehört, die zu 49 % SES S.A. gehört.
Er wurde am 29. September 2011 um 20:32 MESZ mit einer Proton-M/Bris-M Trägerrakete vom Raketenstartplatz Baikonur durch International Launch Services in eine geostationäre Umlaufbahn gebracht.
Der dreiachsenstabilisierte Satellit ist mit 32 Ku-Transpondern ausgerüstet und soll von der Position 77° West aus Mexiko, die USA und Mittelamerika mit Telekommunikationsdiensten (z. B. Fernsehen) versorgen. Er wurde von Space Systems/Loral auf der Basis des SS/L 1300 Satellitenbus gebaut und besitzt eine geplante Lebensdauer von 15 Jahren.